# Branná hra Cesta odhodlání

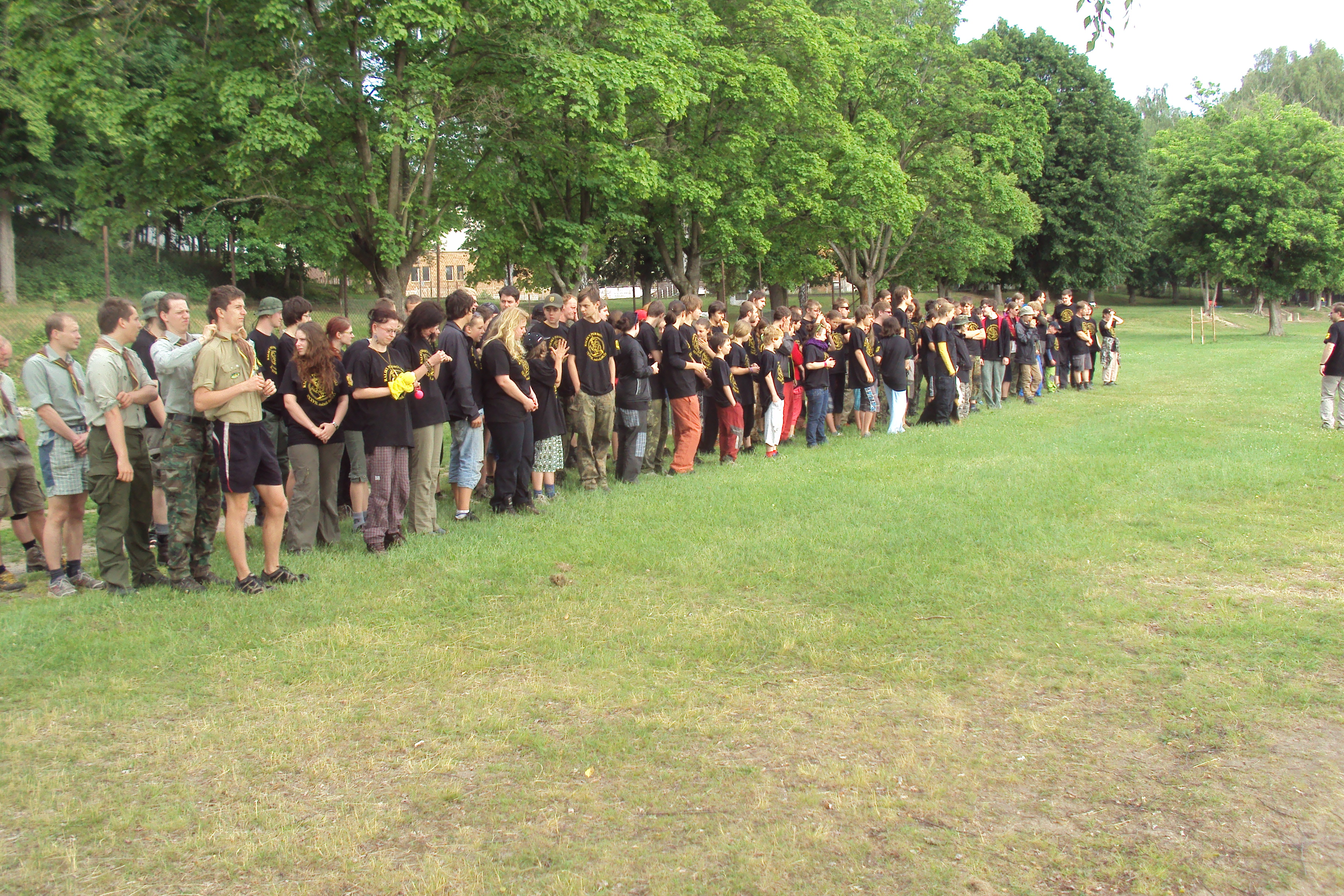
Nástup oddílů, vyhlašování výsledků hry v červnu 2012, Stráž pod Ralskem

Branná hra Cesta odhodlání – (obvyklá zkratka BHCO) je náročná turisticko-branná hra s více než třicetiletou tradicí vzešlou v PO SSM, určená pro vícečlenná družstva. Původně závodily jen děti, v posledních letech ale soutěží i dospělí. Hra je organizována zpravidla jako víkendová, každoročně v červnu a místa se mění.

## Vznik hry
V roce 1967 byl na Českolipsku založen Tábornický klub Woodcraft. Jeho vedoucí Karel Lorenz (Charlie) s přáteli zaučovali mladé členy k osvojení tábornických znalostí při pobytu v přírodě. Po roce 1970 se jeho vedoucí napojili na školu v Novém Boru a při její pionýrské skupině začali vést oddíly s zaměřením na výlety a přírodu, vodácké aktivity, přechody hor.
Hra byla založena v roce 1977 vedoucím Karlem Lorenzem jako soutěž dvou tamních oddílů. Protože mimo turistiky a tábornických dovedností měla tehdy obvyklé ideové zaměření (PO SSM), získala podporu školy a okolních organizací NF a každým rokem se ke hře připojovaly další oddíly okolních škol, skupin, Domů dětí, odborů turistiky. Protože vedoucí oddílů byli zároveň aktivními trempy a organizátory stanových pionýrských táborů, ke hře se připojovaly další dětské oddíly z Čech a Moravy. V některých ročnících soutěžilo i přes 200 dětí, celkový počat účastníků přesáhl 5000 dětí a vedoucích. Nikdy nebyla pojata jako postupová. Termín byl zpravidla v první půli června a předcházely mu 1-2 přípravné akce spojené s vyhledáním vhodného terénu.

## Náplň hry
Hra nebyla řízena pevnými pravidly určovanými z celostátního vedení PO SSM tak, jako jiné tehdejší soutěže a akce a tak se náplň každoročně trochu měnila. Po roce 1989 a rozpadu PO SSM se náplň hry radikálně změnila, oprostila od ideových prvků předchozích let a proto také přetrvala i dalších letech. Spolu s tím se v některých ročnících měnil i název, nazývala se např. Indiánskou (použitá zkratka IHCO), Královskou (KHCO), Dobrodružnou hrou Cesta odhodlání (DHCO).  Byla motivována novými společenskými hrami, televizními pořady a akcemi (Soutěž pevnosti Boyard, Dračí doupě), každý rok jinak. Měla obecnou přezdívku „bojovka“. Každý pořadatel si zvolil námět hry libovolně a spolu s přihláškami rozesílal pozvánku s motivem hry na adresy všech dosavadních pořadatelů či účastníků hry. Zapojovaly se do ní oddíly různých dětských organizací, Pionýr, Junák, TOM KČT, Domy dětí, někdy byli organizátoři v organizacích neregistrovaní. Po roce 1990 byly sestavovány soutěžní týmy i bez ohledu na mateřský oddíl či klub. 

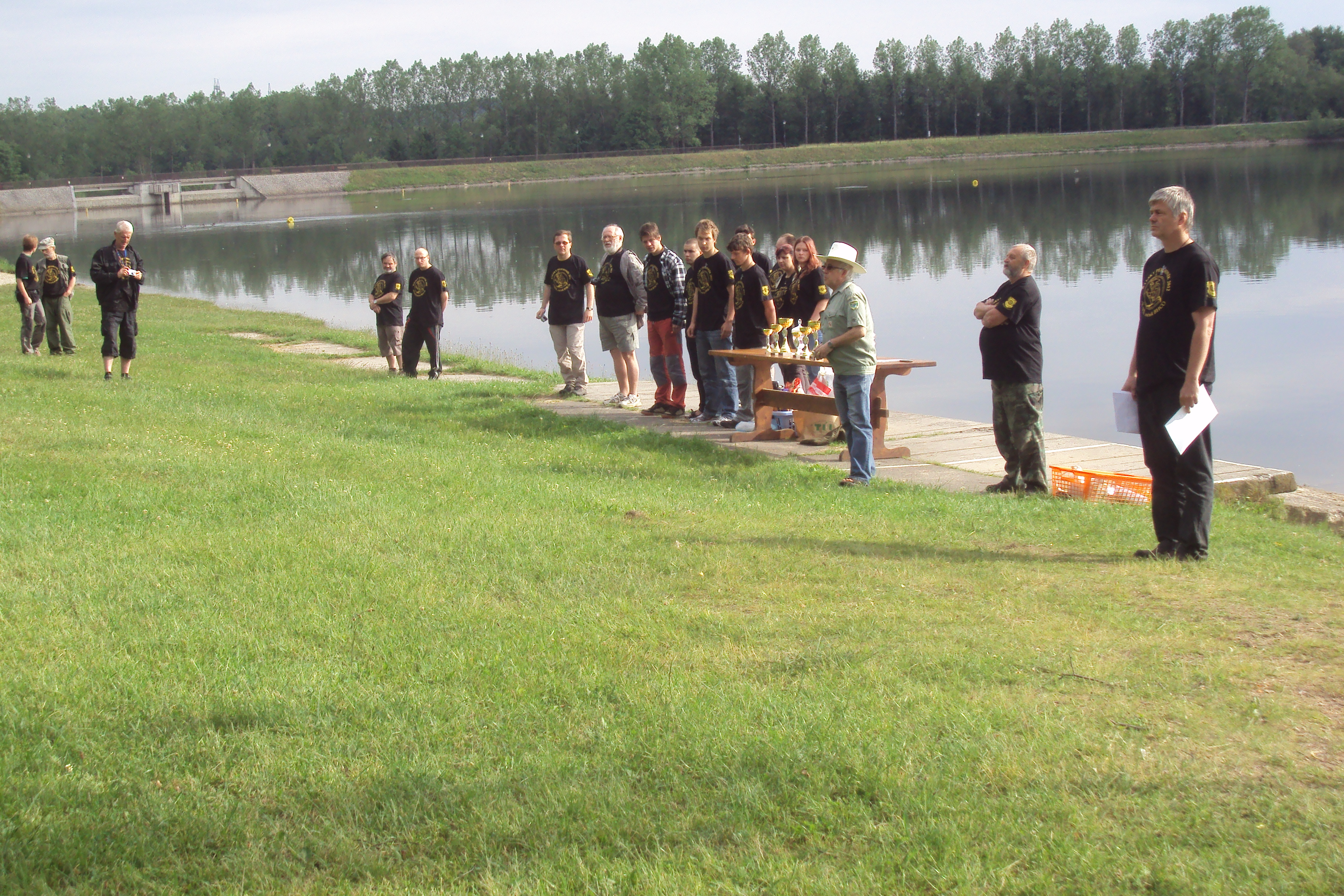
Vyhlašování výsledků hry, Stráž pod Ralskem, červen 2012

Hra je připravována jako víkendová akce, začíná v pátek večer a končí v neděli před polednem. Soutěžní družstva bývají 5-15členná, rozdělená na 2-4 věkové kategorie. Děti jdou po trase (za víkend 10–30 km) bez svého vedoucího, všichni vedoucí se buď zapojují do přípravy tábořišť, kontrolních stanovišť, řídícího štábu, V některých letech měli možnost si zasoutěžit pro zábavu ve své oddělené kategorii i dorostenci či dospělí. Úkoly plní na každém stanovišti buďto celý oddíl společně, nebo deleguje svého 1-2 zástupce. Za plnění družstvo získává ohodnocení, např. počtem bodů či trofejí.
Hodnotily se např. tyto disciplíny:
- orientace v terénu podle mapy a busoly
- schopnost si uvařit jídlo v terénu
- bivakování, přespání v přírodě bez stanů
- střelba vzduchovkou či lukem
- hody na různé cíle
- poznávání stromů, keřů, bylin
- poznávání stop zvířat
- Morseova abeceda (v noci světelná) a různé šifry
- orientace v jízdních řádech
- překonání vodní plochy v kánoích či jiných lodích, někdy v pojetí souboje
- lanové lávky, znalost lanových uzlů

Disciplin bylo za dobu existence hry několik desítek.
Soutěž byla zpestřována menšími doprovodnými akcemi, např. večerní táborové ohně s kytarami, nedělní výlety po okolí pro zájemce z jiných okresů.

## Přehled ročníků
Je uvedeno místo vyhlašování výsledků, zpravidla totožné s druhým tábořištěm v cíli trasy.
- I.ročník 1974 Blíževedly, okres Česká Lípa, 2 oddíly v Nového Boru, 36 soutěžících
- II. BHCO 1975 Loubí, okres Česká Lípa, 6 oddílů, 70 soutěžících
- III. BHCO 1976 Lvová, tehdy okres Česká Lípa, 10 oddílů, 130 soutěžících
- IV. BHCO 1977 Lvová, 12 oddílů / 210 soutěžících
- V. BHCO 1978 Blíževedly, okres Česká Lípa, 9 oddílů / 154 soutěžících
- VI. BHCO 1979 Petrovice, tehdy okres Česká Lípa  9/115
- VII. BHCO 1980 Malá Skála, okres Jablonec nad Nisou 10 / 115
- VIII. BHCO 1981 Údolí bílých skal - Konrádov na Kokořínsku, okres Mělník 16 oddílů / 270 soutěžících (rekord počtu soutěžících)
- IX. BHCO 1982 Blíževedly, okres Česká Lípa  22 / 250
- X. BHCO 1983 Smržovka, okres Jablonec nad Nisou 18 oddílů z 7 měst / 203, oba poháry získaly oddíly z okresu Jablonec[2]
- V roce 1984 soutěž zrušena pro nemoc hlavního.organizátora
- XI. BHCO 1985 Sloup v Čechách, okres Česká Lípa 1985, 9 / 125, oba poháry získaly týmy z Domu dětí ODPM Jablonec.
- V roce 1986 soutěž zrušena, opět pro nemoc
- XII. BHCO 1987 Lindava, okres Česká Lípa, 5 oddílů, 66 soutěžících
- XIII. BHCO 1988 Lindava  6 / 92, v obou kategoriích vyhráli Ostříži z Jablonce
- XIV. BHCO 1989 Nový Bor, okres Česká Lípa, 11 / 150, vyhrál TOM 2 Střelka z TJ Spolana Neratovice
- XV. KHCO 1990 Lipová-Janovka, okres Děčín 16 / 187
- XVI. IHCO 1991 Křivoklátsko - Nižbor, Chýňava, okres Beroun 11 / 156, zvítězil TOM Tygříci z Neratovic
- XVII. DHCO 1992 Košátky, okres Mělník 7 / 75
- XVIII. BHCO 1993 Liběchov, okres Mělník  10 / 145
- XIX. BHCO 1994 Žihle-Blatno okres Rakovník, 9 / 126
- XX. KHCO 1995 Krásná Lípa-Janovka, okres Děčín, 12 / 104
- XXI. BHCO 1996 Svor-Mařenice, okres Česká Lípa, 11 / 141
- XXII. BHCO 1997 Bílý potok, okres Jablonec, 14 / 168
- XXIII. BHCO 1998 Česká Lípa - Dubá, 18 / 160
- XXIV. BHCO 1999 Suchdol nad Lužnicí (Třeboňsko), okres Jindřichův Hradec, 8 / 116
- XXV. BHCO 2000 Jánská - Jetřichovice, okres Děčín, 16 / 150
- XXVI. ZHCO 2001 Stráž nad Ohří - Kotvina (Doupovské hory), okres Karlovy Vary, 21 / 163
- XXVII. BHCO 2002 Mimoň - Hamr na Jezeře (Ralsko), okres Česká Lípa, 22 / 170
- XXVIII. BHCO 2003 Krásná Lípa - Lipová, okres Děčín, 19 oddílů, 181 soutěžících
- XXIX. BHCO 2004 Třemošnice-Čáslav, 14 oddílů, 100 soutěžících
- XXX. BHCO 2005 Smržovka, 16 / 138
- XXXI. BHCO 2006 Staré Splavy - Mukařov, okres Česká Lípa, 23 / 159
- XXXII. BHCO 2007 Perštejn-Zásady (okolí Kadaně), 13 / 110
- XXXIII BHCO 2008 Krásná Lípa, Rybniště a Krásný Buk, 22 / 135
- XXXIV. BHCO 2009 Drnovice, jižní Morava, 31 / 206 (rekord v počtu soutěžních týmů)
- XXXV. BHCO 2010 Český ráj - Semily, Rakousy, 26 týmů, 185 soutěžících, 38 pořadatelů
- XXXVI. BHCO 2011 Turnov - Brandžež, 26 týmů, 170 soutěžících
- XXXVI. BHCO 2012, Křižany - Stráž pod Ralskem, 23 týmů, 158 soutěžících
- XXXVII. BHCO 2013, Oskořínek - Loučeň, 18 týmů, 141 soutěžících
- XXXIX. BHCO 2014, Červená voda - Králíky, 24 týmů
- XL. BHCO 2015, Smržovka - Josefův Důl, 22 týmů, 160 soutěžících
- XLI. BHCO 2016, Borek pod Troskami, 19 týmů, 114 soutěžících
- XLII. BHCO 2018, Moravský Kras - fotky z akce zde>>
- XLIII. BHCO 2019, České Švýcarsko - pořádá Schrödingerův institut
- XLIV. BHCO 2022, Lipová u Šluknova - pořádá 14. P.S. Aljaška Děčín ve spolupráci s 5. P.S. Děčín, 100 soutěžících.

## Ocenění
Oddíly na 1 – 3. místě v každé z kategorií získaly vždy diplom a věcnou cenu, v prvních ročnících i putovní pohár.